# Автоматичен контрол
Автоматичен контрол – автоматично получаване и обработка на информация за състоянието на даден обект и на външните условия за установяване на събития, които изискват управляващи въздействия. Състои се от приемане на информация, преобразуването ѝ в удобен за по нататъшна обработка вид, намиране на признаци на контролираното събитие и формиране на сигнал за настъпването на това събитие.